# Chave de parafusos

Tipos de cabeças de parafuso: (a) Fenda, (b) Phillips ou Estrela, (c) Pozidriv, (d) Torx, (e) Allen, (f) Robertson, (g) Tri-Wing, (h) Torq-Set, (i) Spanner

Uma chave de parafusos é uma ferramenta de metal com cabo de material variado, geralmente plástico ou acrílico, podendo também ser isolada, de ponta chata e estreita. Sua função é ser introduzida na ranhura de um parafuso para girá-lo, apertando-o ou afrouxando-o.
Existem diversos outros padrões de cabeças de parafuso (e ponteiras de chaves, consequentemente), como: Fenda cruzada (Phillips), Torx (estrela), Posidriv, Allen (sextavada) e Robertson (quadrada).

## História
As primeiras chaves de parafusos documentadas foram usadas na Europa no final da Idade Média. Elas provavelmente foram inventadas no final do Século XV, na Alemanha ou na França. Os nomes originais da ferramenta em alemão e francês foram, respectivamente Schraubendreher e tournevis. A primeira documentação da ferramenta está no manuscrito medieval Housebook of Wolfegg Castle, que foi escrito em algum momento entre 1475 e 1490. Essas primeiras chaves tinham alças em forma de pera e eram feitas para parafusos com fenda (a diversificação dos muitos tipos de chave de fenda não surgiu até a chamada Gilded Age). No início, ela permaneceu discreta; no entanto, há provas de sua existência ao longo dos próximos 300 anos, baseada principalmente na presença de parafusos.
A ferramenta é mais documentada na França e assumiu muitas formas e tamanhos, embora todos para parafusos com fenda. Havia chaves de fenda grandes e pesadas para a construção e reparação de máquinas grandes e chaves de fenda menores para o trabalho refinado do gabinete.
Os parafusos de fenda eram muito difíceis de produzir antes da Primeira Revolução Industrial, exigindo a fabricação de uma hélice cônica. Os irmãos Job e William Wyatt descobriram uma maneira de produzir um parafuso em uma nova máquina que primeiro cortasse a cabeça com fenda e depois cortasse a hélice. Embora seus negócios tenham fracassado, sua contribuição para a fabricação de baixo custo do parafuso levou a um grande aumento na popularidade do parafuso e da chave de fenda. O aumento da popularidade gradualmente levou ao refinamento e eventualmente à diversificação da chave de fenda. O refinamento da precisão dos parafusos também contribuiu significativamente para a explosão na produção, principalmente aumentando sua eficiência e padronizando os tamanhos, importantes precursores para a fabricação industrial.

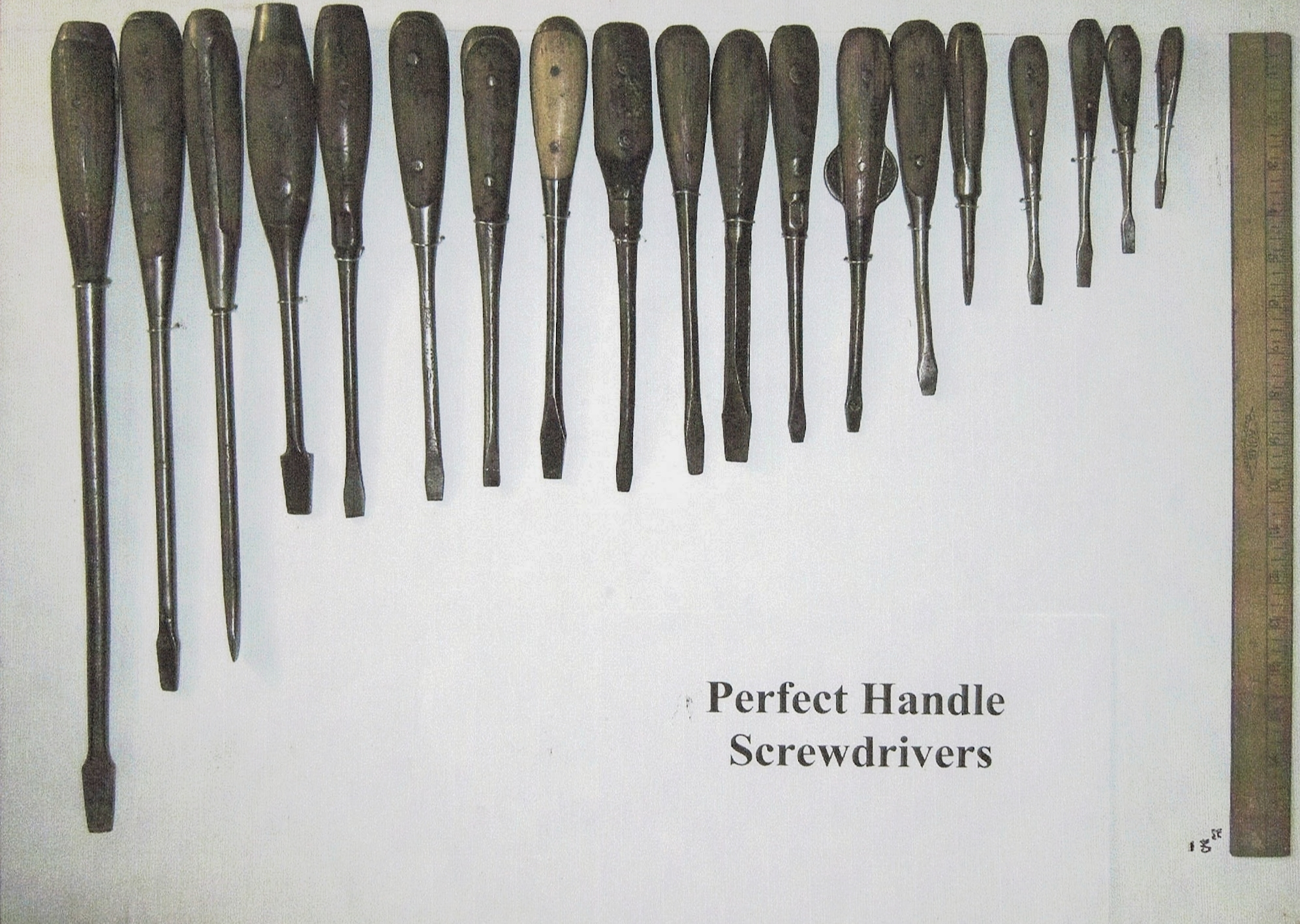
Chave de fenda estilo "Perfect Pattern Handle".

A alça e o eixo das chaves de fenda mudaram consideravelmente ao longo do tempo. O design é influenciado pelos requisitos de finalidade e de fabricação. A chave de fenda "Perfect Pattern Handle" foi fabricada pela primeira vez pela HD Smith & Company, que operou de 1850 a 1900. Muitos fabricantes adotaram esse design de alça. A chave de fenda de "lâmina chata" foi outro projeto composto de aço forjado com cabos de madeira rebitados.
A forma e o material de muitas alças da chave de fenda modernas são projetadas para caber confortavelmente na mão do usuário, para o conforto do usuário e para facilitar o máximo controle e torque. Os projetos incluem recortes para os dedos do usuário e superfícies de um material macio, como o elastômero termoplástico, para aumentar o conforto e a aderência. Alças compostas de plástico rígido e borracha também são comuns. Muitas alças de chave de fenda não são lisas e muitas vezes não são redondas, mas têm planos ou outras irregularidades para melhorar a aderência e evitar que a ferramenta role quando estiver em uma superfície plana.
Algumas chaves de fenda têm uma seção hexagonal curta na parte superior da lâmina, adjacente ao cabo, para que uma chave de anel ou uma chave aberta possa ser usada para aumentar o torque aplicado. A chave de fenda de compensação tem um identificador definido em ângulos retos para a pequena lâmina, fornecendo acesso a espaços estreitos e dando torque extra.

## Uso indevido
Há relatos de chaves de fenda usadas como armas de esfaqueamento, por isso elas são restritas nas prisões.

## Chaves de fenda especiais

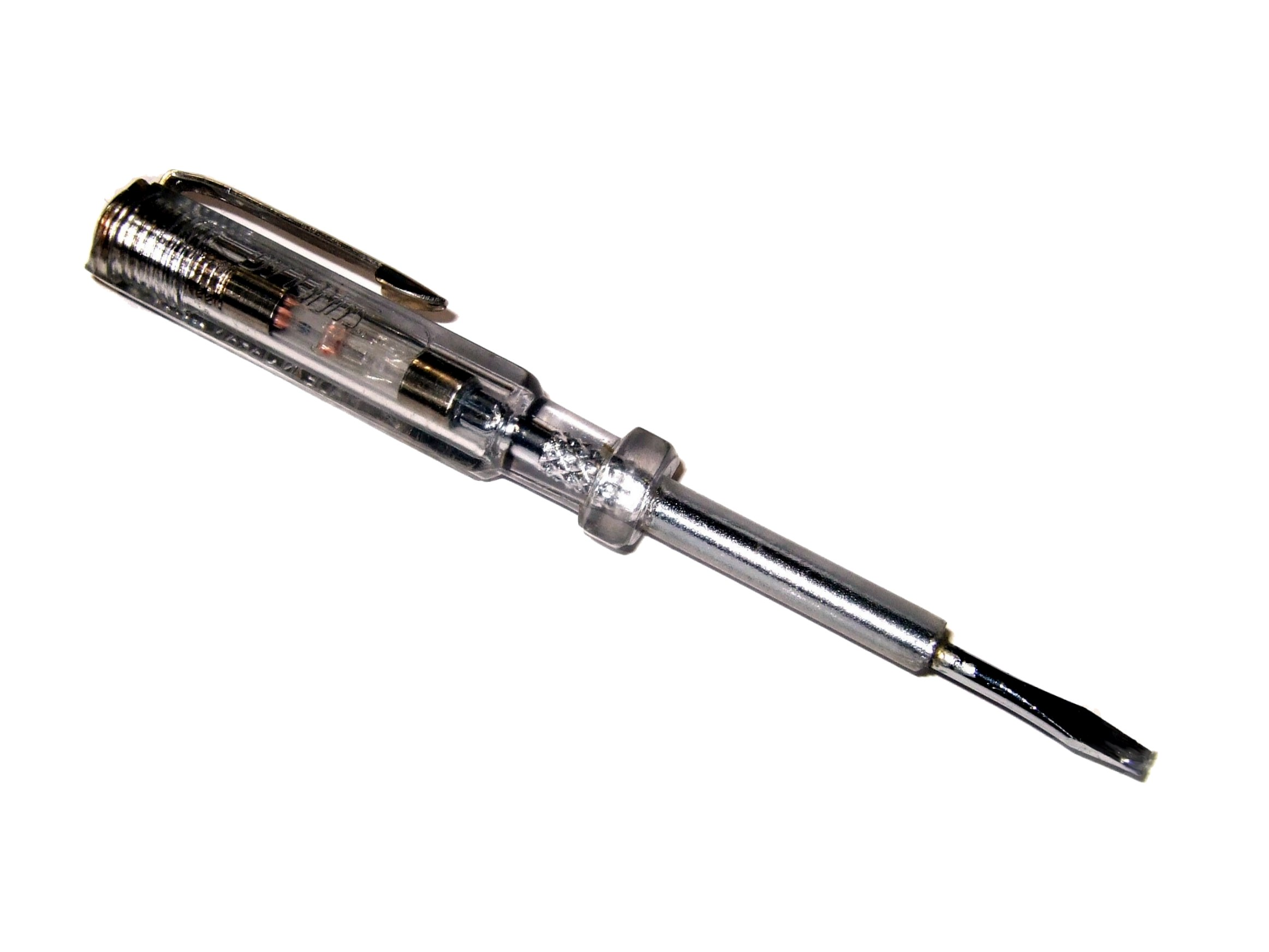
Chave de fenda estilo Stanley.

- As chaves de fenda de precisão são pequenas e têm um plano rotativo no final da alça para facilitar o manuseio com apenas uma mão. Eles são empregados em atividades como relojoaria ou outros que exigem o trabalho com pequenos parafusos.

- A chave de fenda estilo Stanley possui uma lâmpada de alta reatância integrada em sua alça para verificar se um condutor está conectado a uma fase da rede de corrente alternada.

## a. Chave de Fenda (Reta ou Plana)
- Uma das ferramentas mais antigas, usada desde o século XV na Europa.
- Não há registros de um criador específico.
- Formato: Lâmina reta que se encaixa em uma fenda linear no parafuso.
- Principais aplicações: Marcenaria, eletrônica, manutenção doméstica.
- Vantagens:
  - Simples de fabricar.
  - Compatível com parafusos comuns.
- Desvantagens:
  - Escorrega facilmente (cam-out).
  - Pode danificar a cabeça do parafuso.
- Curiosidade: Ainda é muito usada em tomadas e interruptores no Brasil.

## b. Chave Phillips (ou Estrela)
- Criada por Henry F. Phillips.
- Desenvolvida para a montagem automatizada na indústria automobilística.
- Formato: Cruz com quatro braços simétricos.
- Principais aplicações: Automóveis, eletrodomésticos, construções.
- Vantagens:
  - Centraliza a força.
  - Facilita o uso com parafusadeiras.
- Desvantagens:
  - Propensa ao cam-out em torques altos.
- Curiosidade: Foi adotada em 1937 pela General Motors, que impulsionou sua popularização.

## c. Chave Pozidriv
- Criada pela GKN Screws and Fasteners (Reino Unido), na década de 1960.
- Formato: Cruz com ranhuras adicionais entre os braços principais.
- Principais aplicações: Móveis, construção civil, eletrodomésticos europeus.
- Vantagens:
  - Melhor transmissão de torque.
  - Menor risco de cam-out.
- Desvantagens:
  - Pode ser confundida com a Phillips, mas não são compatíveis.
- Curiosidade: Muito comum em produtos europeus.

## d. Chave Torx
- Criada por Camcar Textron, patenteada em 1967.
- Formato: Estrela de seis pontas arredondadas.
- Principais aplicações: Eletrônicos, automóveis, bicicletas, ferramentas de precisão.
- Vantagens:
  - Alta resistência ao desgaste.
  - Permite torque elevado sem cam-out.
- Desvantagens:
  - Requer chave específica.
- Curiosidade: Também existe a versão Torx Security, com um pino central para dificultar o acesso.

## e. Chave Allen
- Criada por William G. Allen, patenteada em 1910.
- Formato: Encaixe hexagonal interno.
- Principais aplicações: Bicicletas, móveis, máquinas industriais.
- Vantagens:
  - Compacta e eficiente.
  - Ideal para locais estreitos.
- Desvantagens:
  - Pode espanar com uso excessivo.
- Curiosidade: No Brasil também é chamada de "chave sextavada".

## f. Chave Robertson
- Criada por Peter L. Robertson.
- Formato: Encaixe quadrado.
- Principais aplicações: Carpintaria, construção civil (muito usada no Canadá).
- Vantagens:
  - Excelente retenção da chave.
  - Pouco cam-out.
- Desvantagens:
  - Pouco comum fora do Canadá.
- Curiosidade: Henry Ford queria utilizá-la nos carros da Ford, mas não conseguiu os direitos de produção.

## g. Chave Tri-Wing
- Desenvolvido para a indústria aeroespacial e eletrônica.
- Formato: Três "asas" em forma de Y.
- Principais aplicações: Consoles de videogame (muito utilizada pela Nintendo), eletrônicos (mais comum com a Apple), equipamentos de segurança.
- Vantagens:
  - Dificulta o acesso por usuários comuns.
- Desvantagens:
  - Pouco disponível no mercado comum.
- Curiosidade: É muito usada para impedir desmontagens não autorizadas.

## h. Chave Torq-Set
- Formato: Cruz assimétrica com braços deslocados.
- Principais aplicações: Aviação, defesa, equipamentos militares.
- Vantagens:
  - Alta resistência ao torque.
  - Segurança contra desmontagem acidental.
- Desvantagens:
  - Requer ferramenta especializada.

## i. Chave Spanner
- Formato: Duas cavidades circulares (semelhante a um par de olhos).
- Principais aplicações: Banheiros públicos, elevadores, caixas de energia.
- Vantagens:
  - Anti-vandalismo.
- Desvantagens:
  - Difícil de encontrar ferramentas compatíveis.
- Curiosidade: Também chamada de "chave de pino duplo".